# RSO Records/Diskografie
Dies ist die Diskografie des britisch-, US-amerikanischen Musiklabels RSO Records. Berücksichtigt werden ausschließlich Daten, der in Deutschland, bzw. in Europa veröffentlichten Tonträger.

## Einleitung
RSO Records wurde in Deutschland von PolyGram über die Polydor vermarktet. Die Schallplatten wurden in Hannover von Phonodisc, bzw. ab Februar 1978, von PRS gefertigt. Das Label wurde in das 7-stellige Bestellnummernsystem mit dem Nummernkreis 2394 XXX für Einzel-LPs, 2658 XXX für Doppel-LPs oder Boxsets, und 3216 XXX für Musik Cassetten integriert. Singles erhielten die Bestellnummern 2090 XXX. 1983 stellte PolyGram sein Nummernsystem um, so dass die letzten Veröffentlichungen des Labels mit Bestellnummern 8XX XXX-X in die Läden kamen.
1974 führte Polydor für Schallplatten den Nummernkreis 2479 XXX ein, der ab 1976 auch für RSO, sowohl für Neuveröffentlichungen (von z. B. Eric Clapton), als auch für Serien, Kompilationen oder Sonderpreis-Auflagen genutzt wurde. Darunter auch einige schon vor Gründung des Labels für die RSO produzierte Alben, die zwischen 1966 und 1972 auf Polydor erschienen waren.
Nach dem Ende von RSO Records erschienen ab 1984 vereinzelt CDs mit dem RSO-Logo. Faktisch waren dies jedoch Polydor-Veröffentlichungen. Im Jahr 2008 wurde das Label mit der roten Kuh für die Wiederveröffentlichung dreier Alben von Cream und Blind Faith reaktiviert. Außerdem findet es sich auf japanischen CD-Neuauflagen im sogenannten „Mini-LP-Format“ bis heute wieder.

## Diskografie 1973–1983
Für diese Diskografie wurden ausschließlich die Bestellnummern für die Langspielplatten und Singles berücksichtigt, die in Europa veröffentlicht wurden. Kursive Nummern wurden in Deutschland nicht veröffentlicht. Diese Alben waren in Deutschland über den Import-Dienst der PolyGram (meist aus England) zumeist dennoch erhältlich. In einem Anhang gibt es darüber hinaus eine Übersicht über Alben, die nur in den USA auf den Markt kamen.

### Alben 1973–1982 (2394 XXX)
| Jahr | Kat. Nr. DE Kat. Nr. US | Interpretation – Album                                                                              | Anmerkungen                                                                      |
| ---- | ----------------------- | --------------------------------------------------------------------------------------------------- | -------------------------------------------------------------------------------- |
| 1973 | 2394 101 –              | West, Bruce & Laing – Why Dontcha                                                                   | Erstveröffentlichung 1972, USA: Windfall Records, RSO 2479 111 (1976)            |
| 1973 | 2394 102 SO 870         | Bee Gees – Life in a Tin Can                                                                        |                                                                                  |
| 1973 | 2394 103 –              | Andrew Lloyd Webber/Tim Rice – Joseph And The Amazing Technicolour Dreamcoat (Original London Cast) | USA: MCA Records                                                                 |
| 1973 | 2394 105 SO 873         | Blue – Blue                                                                                         |                                                                                  |
| 1973 | 2394 106 SO 875         | Bee Gees – Best Of Bee Gees, Volume 2                                                               | Kanada: RSO 2394 112                                                             |
| 1973 | 2394 107 –              | West, Bruce & Laing – Whatever Turns You on                                                         | USA: Windfall Records, RSO 2479 112 (1976)                                       |
| 1973 | 2394 110 –              | Galt MacDermot – Two Gentlemen Of Verona: A Grand New Musical (Original London Cast)                | USA: ABC Records                                                                 |
| 1973 | 2394 111 SO 876         | Rick Grech – The Last Five Years                                                                    |                                                                                  |
| 1973 | 2394 113 SO 874         | Bee Gees – Best of Bee Gees                                                                         | Erstveröffentlichung: Polydor, 1969                                              |
| 1973 | 2394 114 –              | Cream – Manfred Sack präsentiert die Cream Story                                                    |                                                                                  |
| 1973 | 2394 116 SO 877         | Eric Clapton – Eric Clapton’s Rainbow Concert                                                       | RSO 2479 274 (1980)                                                              |
| 1973 | 2394 121 –              | Eric Clapton – Frank Laufenberg präsentiert die Eric Clapton Story                                  |                                                                                  |
| 1973 | 2394 123 –              | Bee Gees – Horizontal                                                                               | Erstveröffentlichung: Polydor, 1968                                              |
| 1973 | 2394 125 –              | Bee Gees – Cucumber Castle                                                                          | Deutschland: RSO 2479 217 (1978), Erstveröffentlichung: Polydor, 1970            |
| 1974 | 2394 127 SO 878         | Ross – Ross                                                                                         |                                                                                  |
| 1974 | 2394 128 –              | West, Bruce & Laing – Live ’n’ Kickin’                                                              | USA: Windfall Records, RSO 2479 260 (1979)                                       |
| 1974 | 2394 132 SO 4800        | Bee Gees – Mr. Natural                                                                              | RSO 2479 216 (1978), Brasilien: RSO 2394 135                                     |
| 1974 | 2394 133 –              | Blue – Life In The Navy                                                                             |                                                                                  |
| 1974 | 2394 138 SO 4801        | Eric Clapton – 461 Ocean Boulevard                                                                  | in USA auch in Quadrophonie erschienen                                           |
| 1974 | 2394 140 SO 4803        | Freddie King – Burglar                                                                              |                                                                                  |
| 1974 | 2394 141 –              | Barbara Dickson – John, Paul, George, Ringo... & Bert                                               | nicht in Deutschland erschienen                                                  |
| 1974 | 2394 142 –              | Blind Faith – Blind Faith                                                                           | Erstveröffentlichung: Polydor, 1969                                              |
| 1974 | 2394 143 SO 485         | Jack Bruce – Out of The Storm                                                                       | Deutschland: RSO 2479 123 (1976)                                                 |
| 1974 | 2394 144 SO 4802        | Ross – The Pit & The Pendulum                                                                       | nicht in Deutschland erschienen                                                  |
| 1974 | 2394 145 SO 4804        | Love – Reel to Real                                                                                 |                                                                                  |
| 1975 | 2394 146 –              | Macko Palmer – Passing Clouds                                                                       | nur in England erschienen                                                        |
| 1975 | 2394 147 SO 4806        | Eric Clapton – There’s One In Every Crowd                                                           | Europa: RSO 2479 132                                                             |
| 1975 | 2394 149 SO 4808        | Yvonne Elliman – Rising Sun                                                                         | nicht in Deutschland erschienen                                                  |
| 1975 | 2394 150 SO 4807        | Bee Gees – Main Course                                                                              |                                                                                  |
| 1975 | 2394 160 SO 4809        | Eric Clapton – E.C. Was Here                                                                        |                                                                                  |
| 1975 | 2394 161 SO 4810        | Revelation – Revelation                                                                             | nicht in Deutschland erschienen                                                  |
| 1975 | 2394 162 RS 1-3001      | Julie Tippetts u. a. – Peter and the Wolf                                                           |                                                                                  |
| 1975 | 2394 163 SO 4811        | Freddie King – Larger Than Life                                                                     |                                                                                  |
| 1975 | 2394 164 –              | Wilken F. Dincklage u. a. – Peter und der Wolf                                                      | Spanien: Pedro Y El Lobo RSO 2394 166 Frankreich: Pierre Et Le Loup RSO 2479 168 |
| 1976 | 2394 165 –              | Bee Gees – 2 Years On                                                                               | Erstveröffentlichung: Polydor, 1970                                              |
| 1976 | 2394 167 –              | Barbara Dickson – Answer Me                                                                         |                                                                                  |
| 1976 | 2394 169 RS 1-3003      | Bee Gees – Children of the World                                                                    |                                                                                  |
| 1976 | 2394 170 –              | Jack Lancaster And Robin Lumley – Marscape                                                          | nicht in Deutschland erschienen                                                  |
| 1976 | 2394 171 RS 1-3002      | Lady Flash – Beauties of The Night                                                                  | nicht in Deutschland erschienen                                                  |
| 1976 | 2394 172 RS 1-3004      | Eric Clapton – No Reason to Cry                                                                     |                                                                                  |
| 1976 | 2394 176 RS 1-3011      | Gene Clark – Two Sides to Every Story                                                               | Deutschland: RSO 2479 190                                                        |
| 1977 | 2394 179 –              | Bee Gees – Trafalgar                                                                                | Erstveröffentlichung: Polydor, 1971                                              |
| 1977 | 2394 180 RS-1-3021      | Jack Bruce Band – How's Tricks                                                                      |                                                                                  |
| 1977 | 2394 181 RS 1-3017      | Rick Dees & His Cast Of Idiots – Disco Duck                                                         |                                                                                  |
| 1977 | 2394 182 RS 1-3018      | Yvonne Elliman – Love Me                                                                            | Deutschland: RSO 2479 191                                                        |
| 1977 | 2394 183 RS 1-3019      | Andy Gibb – Flowing Rivers                                                                          | Deutschland: RSO 2479 193                                                        |
| 1977 | 2394 185 RS 1-3028      | Paul Nicholas – Paul Nicholas                                                                       | Deutschland: RSO 2479 192                                                        |
| 1977 | 2394 186 RS 1-3008      | Eric Clapton – Eric Clapton                                                                         | Erstveröffentlichung: Polydor, 1970                                              |
| 1977 | 2394 188 –              | Barbara Dickson – Morning Comes Quickly                                                             | nicht in Deutschland erschienen                                                  |
| 1977 | 2394 192 RS 1-3025      | Freddie King – Freddie King (1934–1976)                                                             | nicht in Deutschland erschienen                                                  |
| 1977 | 2394 193 RS 1-3026      | Player – Player                                                                                     | nicht in Deutschland erschienen                                                  |
| 1977 | 2394 194 RS-1-3027      | John Stewart – Fire in The Wind                                                                     | nicht in Deutschland erschienen                                                  |
| 1977 | 2394 196 RS 1-3030      | Eric Clapton – Slowhand                                                                             | Deutschland: RSO 2479 201                                                        |
| 1978 | 2394 197 RS 1-3031      | Yvonne Elliman – Night Flight                                                                       |                                                                                  |
| 1978 | 2394 198 –              | Bee Gees – Idea                                                                                     | Erstveröffentlichung: Polydor, 1968                                              |
| 1978 | 2394 202 RS 1-3034      | Andy Gibb – Shadow Dancing                                                                          |                                                                                  |
| 1978 | 2394 203 –              | Bee Gees – To Whom It May Concern                                                                   | Erstveröffentlichung: Polydor, 1972                                              |
| 1978 | 2394 213 RS 1-3039      | Eric Clapton – Backless                                                                             |                                                                                  |
| 1978 | 2394 214 –              | Paul Nicholas – On The Strip                                                                        | nicht in Deutschland erschienen                                                  |
| 1979 | 2394 212 RS 1-3038      | Yvonne Elliman – Yvonne                                                                             | nicht in Deutschland erschienen                                                  |
| 1979 | 2394 216 RS 1-3041      | Bee Gees – Spirits Having Flown                                                                     |                                                                                  |
| 1979 | 2394 217 RS 1-3040      | Moment By Moment (Soundtrack)                                                                       | Deutscher Filmtitel: Von Augenblick zu Augenblick                                |
| 1979 | 2394 224 RS 1-3047      | Rockets – Turn Up The Radio                                                                         |                                                                                  |
| 1979 | 2394 228 RS 1-3051      | John Stewart – Bombs Away Dream Babies                                                              |                                                                                  |
| 1979 | 2394 229 RS 2-3902      | Linda Clifford – Let Me Be Your Woman                                                               | In USA als 2LP-Set veröffentlicht                                                |
| 1979 | 2394 230 RS 1-3052      | Gavin Christopher – Gavin Christopher                                                               |                                                                                  |
| 1979 | 2394 231 RS 1-3053      | Curtis Mayfield – Heartbeat                                                                         |                                                                                  |
| 1979 | 2394 235 RS 1-3056      | Meatballs (Soundtrack)                                                                              |                                                                                  |
| 1979 | 2394 236 RS 1-3057      | AKB – Rhythmic Feet                                                                                 | nicht in Deutschland erschienen                                                  |
| 1979 | 2394 238 RS 1-3059      | Mistress – Mistress                                                                                 | nicht in Deutschland erschienen                                                  |
| 1979 | 2394 239 RS 1-3060      | East Coast – East Coast                                                                             | nur in Amerika und Italien erschienen                                            |
| 1979 | 2394 244 RS 1-3068      | The Headboys – The Headboys                                                                         |                                                                                  |
| 1979 | 2394 246 RS 1-3067      | Linda Clifford – Here’s My Love                                                                     |                                                                                  |
| 1980 | 2394 240 RS 1-3061      | Festival – Disco Evita                                                                              | nicht in Deutschland erschienen                                                  |
| 1980 | 2394 241 RS 1-3062      | Leroy Hutson – Unforgettable                                                                        | nicht in Deutschland erschienen                                                  |
| 1980 | 2394 247 RS 1-3069      | Andy Gibb – After Dark                                                                              |                                                                                  |
| 1980 | 2394 250 RS 1-3061      | The Rockets – No Ballads                                                                            | nicht in Deutschland erschienen                                                  |
| 1980 | 2394 255 RS 1-3074      | John Stewart – Dream Babies Go Hollywood                                                            |                                                                                  |
| 1980 | 2394 256 RS 1-3075      | The Kingbees – The Kingbees                                                                         | nicht in Deutschland erschienen                                                  |
| 1980 | 2394 257 RS 2-4201      | Star Wars: The Empire Strikes Back (Soundtrack)                                                     | in USA als 2LP-Set erschienen                                                    |
| 1980 | 2394 258 RS 1-3078      | Jimmy Ruffin – Sunrise                                                                              |                                                                                  |
| 1980 | 2394 260 –              | Spider – Spider                                                                                     | US: Dreamland Records                                                            |
| 1980 | 2394 265 RS 1-3080      | Fame (Soundtrack)                                                                                   |                                                                                  |
| 1980 | 2394 267 –              | Shandi – Shandi                                                                                     | US: Dreamland Records                                                            |
| 1980 | 2394 268 RS 1-3079      | Boris Midney – Music From The Empire Strikes Back                                                   | nicht in Deutschland erschienen                                                  |
| 1980 | 2394 269 RS 1-3084      | Linda Clifford & Curtis Mayfield – The Right Combination                                            | nicht in Deutschland erschienen                                                  |
| 1980 | 2394 270 –              | Nervus Rex – Nervus Rex                                                                             | US: Dreamland Records, nicht in Deutschland erschienen                           |
| 1980 | 2394 271 RS 1-3077      | Curtis Mayfield – Something To Believe In                                                           | nicht in Deutschland erschienen                                                  |
| 1980 | 2394 274 RS 1-3085      | Ron Carter – Empire Jazz                                                                            | nicht in Deutschland erschienen                                                  |
| 1980 | 2394 275 –              | Holly Penfield – Full Grown Child                                                                   | US: Dreamland Records                                                            |
| 1980 | 2394 277 –              | Pauline Murray and the Invisible Girls – Pauline Murray and the Invisible Girls                     | nicht in Deutschland erschienen                                                  |
| 1980 | 2394 279 –              | Michael Des Barres – I’m Only Human                                                                 | US: Dreamland Records                                                            |
| 1980 | 2394 281 RS 1-3087      | Linda Clifford – I'm Yours                                                                          | nicht in Deutschland erschienen                                                  |
| 1980 | 2394 282 –              | Suzi Quatro – Rock Hard                                                                             | US: Dreamland Records                                                            |
| 1980 | 2394 283 RX 1-3088      | Maurice Jarre – Shōgun (Soundtrack)                                                                 | nicht in Deutschland erschienen                                                  |
| 1980 | 2394 287 RX 1-3091      | Andy Gibb – Greatest Hits                                                                           |                                                                                  |
| 1980 | 2394 289 RS 1-3093      | Meco – Christmas In The Stars: Star Wars Christmas Album                                            | nicht in Deutschland erschienen                                                  |
| 1981 | 2394 295 RX 1-3095      | Eric Clapton – Another Ticket                                                                       |                                                                                  |
| 1981 | 2394 297 RS 1-3096      | Shot In The Dark – Shot In The Dark                                                                 |                                                                                  |
| 1981 | 2394 299 RS 1-3096      | The Kingbees – The Big Rock                                                                         | In Europa nur in Italien erschienen                                              |
| 1981 | 2394 301 RS 1-3098      | Bee Gees – Living Eyes                                                                              |                                                                                  |
| 1982 | 2394 303 RX 1-3099      | Eric Clapton – Time Pieces                                                                          |                                                                                  |
| 1982 | 2394 304 RS 1-3803      | Grease 2 (Soundtrack)                                                                               |                                                                                  |

### Mehrfachalben 1973–1982 (2658 XXX)
| Jahr | Kat. Nr. DE Kat. Nr. US | Interpretation – Album                                        | Anmerkungen |
| ---- | ----------------------- | ------------------------------------------------------------- | --- |
| 1977 | 2658 101 –              | Cream, Ginger Baker, Jack Bruce, Eric Clapton – At Their Best | 8LP-Box, enthält vier Doppelalben, die 1973 u. a. in England veröffentlicht wurden. |
| 1977 | 2658 109 RS 2-3801      | Derek And The Dominos – Layla And Other Assorted Love Songs   | 2LP-Set Erstveröffentlichung: Polydor, 1970 |
| 1977 | 2658 110 RS 2-3802      | Cream – Wheels of Fire                                        | 2LP-Set Erstveröffentlichung: Polydor, 1968 |
| 1977 | 2658 120 RS 2-3901      | Bee Gees – Here at Last...Bee Gees...Live                     | 2LP-Set |
| 1977 | 2658 123 RS 2-4001      | Saturday Night Fever (Soundtrack)                             | 2LP-Set |
| 1978 | 2658 125 RS 2-4002      | Grease (Soundtrack)                                           | 2LP-Set |
| 1978 | 2658 127 –              | Cream – The Story of Cream                                    | 2LP-Set |
| 1978 | 2658 128 RS 2-4100      | Sgt. Pepper’s Lonely Hearts Club Band (Soundtrack)            | 2LP-Set |
| 1979 | 2658 132 RS 2-4200      | Bee Gees – Greatest                                           | 2LP-Set Aufnahmen von 1975 bis 1979 |
| 1980 | 2658 135 RS 2-4202      | Eric Clapton – Just One Night                                 | 2LP-Set |
| 1980 | 2658 137 –              | Jack Bruce – Once Upon a Time                                 | 2LP-Set, Erstveröffentlichung: Polydor, 1972 |
| 1980 | 2658 138 –              | Ginger Baker's Airforce – Once Upon a Time                    | 2LP-Set, Erstveröffentlichung: Polydor, 1972 |
| 1980 | 2658 139 –              | Cream – Once Upon a Time                                      | 2LP-Set, Erstveröffentlichung: Polydor, 1970 |
| 1981 | 2658 142 –              | Cream – Cream                                                 | 7LP-Box, enthält die Alben: Fresh Cream (2479 180), Disraeli Gears (2479 185), Wheels on Fire (2658 110), Goodbye (2479 202), Live Cream (2479 152), Live Cream Vol. II (2479 153)                                            |
| 1981 | 2658 145 RS 2-4203      | Times Square (Soundtrack)                                     | 2LP-Set |
| 1981 | 2658 143 –              | Jack Bruce – Jack Bruce                                       | 4LP-Box, enthält die Alben: Harmony Row (2479 259), Out Of The Storm (2479 123), Songs For A Tailor (2479 184), Things We Like (2479 258)                                                                                     |
| 1981 | 2658 144 –              | West, Bruce & Laing – West, Bruce & Laing                     | 3LP-Box, enthält die Alben: Why Dontcha (2479 111), Whatever Turns You On (2479 112), Live ’n’ Kickin’ (2479 260) |
| 1981 | 2658 148 –              | Eric Clapton – Eric Clapton                                   | 13LP-Box, enthält die Alben: Eric Clapton, Rainbow Concert, There's One In Every Crowd, 461 Ocean Boulevard, E.C. Was Here, No Reason to Cry, Slowhand, Backless, Another Ticket, Just One Night, The History Of Eric Clapton |
| 1981 | 2658 149 –              | Eric Clapton – The History Of Eric Clapton                    | 2LP-Set, Erstveröffentlichung: Polydor, 1972 |
| 1981 | 2658 151 RS 2-4201      | John Williams – Star Wars (Soundtrack)                        | 2LP-Set, Erstveröffentlichung: 20th Century Records, 1977 |
| 1982 | 2658 153 –              | Bee Gees – Greatest Volume 1 – 1967–1974                      | 2LP-Set |

### Alben 1983 (8XX XXX-1)
| Jahr | Kat. Nr. DE | Interpretation – Album                                     | Anmerkungen |
| ---- | ----------- | ---------------------------------------------------------- | --- |
| 1983 | 811 639-1   | Cream – Strange Brew – The Very Best Of Cream              | in Deutschland erst 1987 als CD erschienen |
| 1983 | 811 767-1   | John Williams – Star Wars: Return Of The Jedi (Soundtrack) | |
| 1983 | 813 269-1   | Bee Gees u. a. – Staying Alive (Soundtrack)                | Letzte Neuveröffentlichung unter dem RSO-Label |
| 1983 | 815 263-1   | Bee Gees – Bee Gees                                        | 17LP-Box, enthält die Alben: Bee Gees 1st (2479 133), Horizontal (2394 123), Idea (2394 198), Odessa (2674 012), Robin Gibb – Robin’s Reign (2479 218), Cucumber Castle (2479 217), 2 Years On (2394 165), Trafalgar (2394 179), To Whom It May Concern (2394 203), Life in a Tin Can (2394 102), Mr. Natural (2479 216), Main Course (2394 150), Children of The World (2394 169), Spirits Having Flown (2394 216), Living Eyes (2394 301), Rarities (815 264-1) |

### Alben (2479 XXX) 1976–1982
| Jahr | Kat. Nr. DE | Interpretation – Album          | Anmerkungen                                                                                 |
| ---- | ----------- | ------------------------------- | ------------------------------------------------------------------------------------------- |
| 1976 | 2479 133    | Bee Gees – First                | Erstveröffentlichung: Polydor, 1967                                                         |
| 1976 | 2479 143    | Bee Gees – Bee Gees             | Aufnahmen von 1966 bis 1971                                                                 |
| 1976 | 2479 147    | Various – Prime Cuts            |                                                                                             |
| 1976 | 2479 152    | Cream – Live Cream              | Erstveröffentlichung: Polydor, 1970                                                         |
| 1976 | 2479 153    | Cream – Live Cream Vol. 2       | Erstveröffentlichung: Polydor, 1972                                                         |
| 1976 | 2479 169    | Cream – Best of Cream           | Erstveröffentlichung: Polydor, 1969                                                         |
| 1977 | 2479 171    | Bee Gees – Best of Bee Gees     | Erstveröffentlichung: Karussell, 1975                                                       |
| 1977 | 2479 172    | Cream – Golden Greats           | Erstveröffentlichung: Karussell, 1975                                                       |
| 1977 | 2479 180    | Cream – Fresh Cream             | Erstveröffentlichung: Polydor, 1966                                                         |
| 1977 | 2479 184    | Jack Bruce – Songs For A Tailor | Erstveröffentlichung: Polydor, 1969                                                         |
| 1977 | 2479 185    | Cream – Disraeli Gears          | Erstveröffentlichung: Polydor, 1967                                                         |
| 1978 | 2479 202    | Cream – Goodbye                 | auch in der Serie „Rotation“ (RSO 2428 701) erschienen, Erstveröffentlichung: Polydor, 1969 |
| 1978 | 2479 208    | Bee Gees – 20 Greatest Hits     | Aufnahmen von 1966 bis 1976                                                                 |
| 1978 | 2479 218    | Robin Gibb – Robin’s Reign      | Erstveröffentlichung: Polydor, 1970                                                         |
| 1978 | 2479 223    | Cream – In Gold                 | Erstveröffentlichung: Karussell, 1970                                                       |
| 1979 | 2479 258    | Jack Bruce – Things We Like     | Erstveröffentlichung: Polydor, 1970                                                         |
| 1979 | 2479 259    | Jack Bruce – Harmony Row        | Erstveröffentlichung: Polydor, 1971                                                         |
| 1980 | 2479 266    | Georgie Fame – 20 Beat Classics | nicht in Deutschland erschienen                                                             |
| 1980 | 2479 282    | Ginger Baker – Stratavarious    | Erstveröffentlichung: Polydor, 1972                                                         |
| 1980 | 2479 293    | The Marbles – The Marbles       | Erstveröffentlichung: Polydor, 1970                                                         |

### USA-Alben
| Jahr | Kat. Nr. DE | Interpretation – Album                                  | Anmerkungen                                                               |
| ---- | ----------- | ------------------------------------------------------- | ------------------------------------------------------------------------- |
| 1976 | RS 1-3006   | Bee Gees – Gold                                         | Aufnahmen von 1967 bis 1971                                               |
| 1977 | RS 1-3027   | John Stewart – Fire In The Wind                         |                                                                           |
| 1978 | RS 1-3035   | Café Creme – Discomania                                 | In Europa u. a. bei EMI erschienen                                        |
| 1978 | RS 1-3037   | Jim Capaldi – Daughter of The Night                     |                                                                           |
| 1979 | RS 1-3043   | The London Symphony Orchestra – Classic Rock Volume One |                                                                           |
| 1979 | RS 1-3048   | Highway – Highway 1                                     | in Europa auf Epic Records erschienen                                     |
| 1979 | RS 1-3058   | Sweet Inspirations – Hot Butterfly                      |                                                                           |
| 1979 | RS 1-3063   | Today, Tomorrow, Forever – Today, Tomorrow, Forever     |                                                                           |
| 1979 | RS 1-3070   | Robert Kraft And The Ivory Coast – Moodswing            |                                                                           |
| 1980 | RS 1-3072   | Ava Cherry – Ripe!!!                                    |                                                                           |
| 1980 | RS 1-3076   | Paul Warren & Explorer – One Of The Kids                |                                                                           |
| 1980 | RS 1-3082   | Johnny Rivers – Borrowed Time                           |                                                                           |
| 1980 | RS 1-3083   | Mary MacGregor – Mary MacGregor                         |                                                                           |
| 1980 | RS 1-3089   | Fred Wesley – House Party                               | Nur als Promo bekannt und erstmals 1993 auf Back Black Records erschienen |

### Singles 1973–1983
| Jahr | Kat. Nr. DE Kat. Nr. US         | Interpretation – Album                                                          | Anmerkungen |
| ---- | ------------------------------- | ------------------------------------------------------------------------------- | --- |
| 1973 | 2090 103 –                      | West, Bruce & Laing – The Doctor                                                | B-Seite: „Why Dontcha“ |
| 1973 | 2090 104 SO 400                 | Derek & The Dominos – Why Does Love Got to Be So Sad                            | B-Seite: „Presence Of The Lord“ |
| 1973 | 2090 105 SO 401                 | Bee Gees – Saw A New Morning                                                    | B-Seite: „My Life Has Been A Song“ |
| 1973 | 2090 108 –                      | Original London Cast – Joseph And The Amazing Technicolor Dreamcoat             | nur in England erschienen |
| 1973 | 2090 109 –                      | Blue – Red Light Song                                                           | nur in den Niederlanden und England erschienen |
| 1973 | 2090 111 SO 404                 | Bee Gees – Wouldn’t I Be Someone                                                | B-Seite: „Elisa“, DE: „King and Country“ |
| 1973 | 2090 113 –                      | West, Bruce & Laing – Backfire                                                  | B-Seite: „Dirty Shoes“ |
| 1973 | 2090 114 SO 405                 | Blue – Little Jody                                                              | B-Seite: „The Way Things Are“ |
| 1973 | 2090 119 –                      | Bugatti And Musker – Out of Town Shuffle                                        | nur in England erschienen |
| 1973 | 2090 121 –                      | Rover – Window The In Doggie (That Is Much How)                                 | nur in England erschienen |
| 1974 | 2090 123 –                      | David Nicholson – Get up Get Out                                                | nur in England und Skandinavien erschienen |
| 1974 | 2090 125 SO 406                 | Ross – Alright By Me                                                            | nur in England und USA erschienen |
| 1974 | 2090 126 –                      | Bee Gees – Israel                                                               | nur in Portugal erschienen |
| 1974 | 2090 128 SO 408                 | Bee Gees – Mr. Natural                                                          | B-Seite: „It Doesn’t Matter Much To Me“ |
| 1974 | 2090 130 –                      | Blue – Lonesome                                                                 | nur in England erschienen |
| 1974 | 2090 132 SO 409                 | Eric Clapton – I Shot the Sheriff                                               | B-Seite: „Give Me Strength“, Frankreich: RSO 2010 137 B-Seite: „Motherless Children“, Griechenland: RSO 2090 147 |
| 1974 | 2090 135 SO 408                 | Bee Gees – Massachusetts (1967)                                                 | B-Seite: „Don’t Forget To Remember Me“ (1969), nur in Belgien erschienen |
| 1974 | 2090 136 SO 501                 | Bee Gees – Charade                                                              | B-Seite: „Heavy Breathing“ |
| 1974 | 2090 140 –                      | Freddie King – Shake Your Booty                                                 | B-Seite: „Pack it Up“ |
| 1974 | 2090 141 SO 507                 | Jack Bruce – Keep It Down                                                       | nur in USA, England und Spanien erschienen |
| 1974 | 2090 142 SO 503                 | Eric Clapton – Willie and the Hand Jive                                         | B-Seite: „Mainline Florida“, Frankreich: RSO 2010 148, Benelux: RSO 2010 139 |
| 1974 | 2090 143 –                      | Macko Palmer – I Get Around                                                     | B-Seite: „Nowadays No-One Wants To Go To Heaven“ |
| 1974 | 2090 144 –                      | Barbara Dickson – Here Comes The Sun                                            | nicht in Deutschland erschienen, Benelux: RSO 2090 145 |
| 1974 | 2090 150 SO 504                 | Revelation Movement – Sweet Talk And Melodies                                   | nur in USA, England und Benelux erschienen |
| 1974 | 2090 151 SO 502                 | Love feat. Arthur Lee – Time is Like A River                                    | nur in USA, England und Benelux erschienen |
| 1975 | 2090 154 –                      | Blue – Cookie in A Jar                                                          | nur in England erschienen |
| 1975 | 2090 158 SO 509                 | Eric Clapton – Swing Low Sweet Chariot                                          | B-Seite: „Pretty Blue Eyes“ |
| 1975 | 2090 160 SO 510                 | Bee Gees – Jive Talkin’                                                         | B-Seite: „Wind Of Change“ |
| 1975 | 2090 161 –                      | Barbara Dickson – Blue Skies                                                    | nur in England erschienen |
| 1975 | 2090 163 –                      | Blue – Round And Round                                                          | nur in England erschienen |
| 1975 | 2090 164 –                      | Yvonne Elliman – From The Inside                                                | nur in England und Benelux erschienen |
| 1975 | 2090 165 –                      | Rupert Fisher – Our Day Will Come                                               | nur in England erschienen |
| 1975 | 2090 166 SO 513                 | Eric Clapton – Knocking On Heaven’s Door                                        | B-Seite: „Someone Like You“ |
| 1975 | 2090 167 SO 512                 | Revelation – Get Ready For This                                                 | B-Seite: „Where it’s Warm“ |
| 1975 | 2090 168 –                      | Paul Nicholas – Shufflin’ Shoes                                                 | nur in England und Benelux erschienen |
| 1975 | 2090 170 SO 516                 | Freddie King – Boogie Bump                                                      | B-Seite: „It’s Your Move“ |
| 1975 | 2090 171 SO 515                 | Bee Gees – Nights on Broadway                                                   | B-Seite: „Edge of the Universe“ |
| 1975 | 2090 172 –                      | Yvonne Elliman – The Best Of My Love                                            | nur in Benelux erschienen |
| 1975 | 2090 174 –                      | Barbara Dickson – Answer Me                                                     | B-Seite: „From Now On“ |
| 1976 | 2090 179 SO 519                 | Bee Gees – Fanny (Be Tender With My Love)                                       | B-Seite: „Country Lanes“, Italien: RSO 2090 183 |
| 1976 | 2090 185 –                      | Paul Nicholas – Reggae Like it Used To Be                                       | B-Seite: „Lamp Lighter“ |
| 1976 | 2090 187 –                      | Bee Gees – I Started a Joke (1968)                                              | B-Seite: „Holiday“ (1967), nur in Frankreich erschienen |
| 1976 | 2090 188 –                      | Christopher Neil – Bring Back The Love                                          | nur in England erschienen |
| 1976 | 2090 193 –                      | Barbara Dickson – People Get Ready                                              | B-Seite: „Goodbye To The Cries“, England, Benelux: RSO 2090 186 |
| 1976 | 2090 195 RS 853                 | Bee Gees – You Should Be Dancing                                                | B-Seite: „Subway“ |
| 1976 | 2090 196 –                      | Love Force – Fighting On The Side Of Love                                       | nur in England erschienen |
| 1976 | 2090 197 –                      | Phizz – Caribbean Queen                                                         | nur in England erschienen |
| 1976 | 2090 199 RS 852                 | Lady Flash – Street Singin’                                                     | B-Seite: „Hypnotizin’“ |
| 1976 | 2090 200 –                      | Barbara Dickson – Out of Love with Love                                         | B-Seite: „Driftaway“, England: RSO 2090 194 |
| 1976 | 2090 201 RS 854                 | Revelation – You to Me Are Everything                                           | nicht in Deutschland erschienen |
| 1976 | 2090 204 RS 857                 | Rick Dees & His Cast Of Idiots – Disco Duck                                     | B-Seite: „Disco Duck (Instrumental)“ |
| 1976 | 2090 205 RS 858                 | Yvonne Elliman – Love Me                                                        | B-Seite: „(I Don’t Know Why) I Keep Hangin’ On“ |
| 1976 | 2090 206 –                      | Paul Nicholas – Dancing With The Captain                                        | B-Seite: „Freedom City“ |
| 1976 | 2090 207 RS 859                 | Bee Gees – Love so Right                                                        | B-Seite: „You Stepped Into My Life“ |
| 1976 | 2090 208 RS 861                 | Eric Clapton – Hello Old Friend                                                 | B-Seite: „All Our Pastimes“ |
| 1976 | 2090 212 RS 865                 | Memphis Sounds Orchestra – Sleigh Ride                                          | nicht in Deutschland erschienen |
| 1976 | 2090 217 RS 866                 | Rick Dees and His Cast of Idiots – Dis-Gorilla                                  | B-Seite: „Dis-Gorilla Part 2 (Instrumental)“ |
| 1976 | 2090 222 RS 868                 | Eric Clapton – Carnival                                                         | B-Seite: „Hungry“ |
| 1977 | 2090 220 –                      | Paul Nicholas – Grandma’s Party                                                 | B-Seite: „Mr. Sax And The Girl“, England: RSO 2090 216 |
| 1977 | 2090 221 RS 867                 | Bee Gees – Boogie Child                                                         | nicht in Deutschland erschienen, Italien: RSO 2010 227 |
| 1977 | 2090 224 –                      | Bee Gees – Children of The World                                                | B-Seite: „Boogie Child“ |
| 1977 | 2090 225 –                      | Grammophone Revival – Disco Carmen                                              | in Deutschland bereits 1976 auf Jupiter Records/Ariola 17437 AT erschienen |
| 1977 | 2090 229 –                      | Lady Flash – Jumpin’ At the Woodside                                            | nur in England und Frankreich erschienen |
| 1977 | 2090 232 –                      | Paul Nicholas – If You Were The Only Girl In The World                          | nur in England, Italien und Benelux erschienen |
| 1977 | 2090 236 RS 871                 | Yvonne Elliman – Hello Stranger                                                 | B-Seite: „Good Sign“, England, Benelux: RSO 2090 235 |
| 1977 | 2090 237 RS 872                 | Andy Gibb – I Just Want To Be Your Everything                                   | B-Seite: „In the End“ |
| 1977 | 2090 234 RS 870                 | Rick Dees – Barely White                                                        | nicht in Deutschland erschienen |
| 1977 | 2090 240 –                      | Barbara Dickson – Lover’s Serenade                                              | nur in England erschienen |
| 1977 | 2090 249 –                      | Paul Nicholas – Heaven On The 7th Floor                                         | B-Seite: „Do You Want My Love“ |
| 1977 | 2090 251 RS 877                 | Yvonne Elliman – I Can’t Get You Outa My Mind                                   | nicht in Deutschland erschienen |
| 1977 | 2090 255 –                      | Bee Gees – Edge of the Universe                                                 | B-Seite: „Words“, beides Live-Versionen |
| 1977 | 2090 258 –                      | Barbara Dickson – I Could Fall                                                  | nur in England erschienen |
| 1977 | 2090 259 RS 882                 | Bee Gees – How Deep Is Your Love                                                | B-Seite: „Can’t Keep A Good Man Down“ |
| 1977 | 2090 260 –                      | Paul Nicholas – Doing It                                                        | B-Seite: „Only For A Minute“ |
| 1977 | 2090 263 RS 883                 | Andy Gibb – Love is Thicker Than Water                                          | B-Seite: „Words And Music“, England auch RSO 2090 268, B-Seite: „Flowing Rivers“ |
| 1977 | 2090 264 –                      | Eric Clapton – Lay Down Sally                                                   | B-Seite: „Cocaine“ |
| 1978 | 2090 266 RS 884                 | Yvonne Elliman – If I Can’t Have You                                            | B-Seite: „Good Sign“ |
| 1978 | 2090 267 RS 885                 | Bee Gees – Stayin’ Alive                                                        | B-Seite: „If I Can’t Have You“ |
| 1978 | 2090 270 –                      | Ivor Bird – Over The Wall We Go                                                 | nur in England erschienen, Neuveröffentlichung einer Single aus dem Jahr 1967, die Paul Nicholas ursprünglich unter dem Pseudonym Oscar für Robert Stigwoods britisches „Reaction“ Label aufgenommen hatte, und 1977 unter dem Pseudonym Ivor Bird neu eingespielt hat. Der Titel wurde 1966 von David Bowie komponiert. |
| 1978 | 2090 271 RS 887                 | Paul Nicholas – On The Strip                                                    | B-Seite: „Beauty Queen“ |
| 1978 | 2090 272 RS 889                 | Bee Gees – Night Fever                                                          | B-Seite: „Down The Road (Live)“ |
| 1978 | 2090 274 RS 887                 | John Stewart – On You Like The Wind                                             | nur in England erschienen |
| 1978 | 2090 275 RS 895                 | Eric Clapton – Wonderful Tonight                                                | B-Seite: „Peaches And Diesel“, Italien, Benelux: RSO 2090 289 |
| 1978 | 2090 279 RS 891                 | John Travolta & Olivia Newton-John – You’re the One That I Want                 | B-Seite: Alone At A Drive-In Movie (Instrumental) |
| 1978 | 2090 281 RS 893                 | Andy Gibb – Shadow Dancing                                                      | B-Seite: „Too Many Looks in Your Eyes“, Italien: RSO 2090 307, B-Seite: Fool For A Night |
| 1978 | 2090 287 –                      | Colm Wilkinson – Born To Sing                                                   | B-Seite: „Simple Things in Life“ |
| 1978 | 2090 290 –                      | Bee Gees – More Than A Woman                                                    | in Europa nur in Italien und Portugal erschienen |
| 1978 | 2090 292 RS 896                 | David Shire – Manhattan Skyline                                                 | B-Seite: „Salsation“ |
| 1978 | 2090 294 RS 897                 | Frankie Valli – Grease                                                          | B-Seite: „Grease (Instrumental)“ |
| 1978 | 2090 306 RS 901                 | California – I Can Hear Music                                                   | nicht in Deutschland erschienen |
| 1978 | 2090 309 RS 903                 | Olivia Newton-John – Hopelessly Devoted To You                                  | B-Seite: „Love Is A Many Splendored Thing (Instrumental)“ |
| 1978 | 2090 310 RS 904                 | Andy Gibb – An Everlasting Love                                                 | B-Seite: „Flowing Rivers“, Frankreich: RSO 2090 329, B-Seite: „(Love Is) Thicker Than Water“ |
| 1978 | 2090 311 RS 905                 | Yvonne Elliman – Savannah                                                       | B-Seite: „Up To The Man In You“ |
| 1978 | 2090 316 RS 906                 | John Travolta & Olivia Newton-John – Summer Nights                              | B-Seite: Louis St. Louis – „Rock ’n’ Roll Party Queen“ |
| 1978 | 2090 317 RS 907                 | Robin Gibb – Oh Darling                                                         | B-Seite: Bee Gees, Jay MacIntosh, John Wheeler – „She’s Leaving Home“ |
| 1978 | 2090 324 RS 910                 | Eric Clapton – Promises                                                         | B-Seite: „Watch Out For Lucy“ |
| 1978 | 2090 325 –                      | Barry Gibb & The Bee Gees – A Day In The Life                                   | nur in Italien und Frankreich (RSO 2090 342) erschienen |
| 1978 | 2090 326 RS 911                 | Andy Gibb – (Our Love) Don’t Throw It All Away                                  | nicht in Deutschland erschienen |
| 1978 | 2090 331 RS 913                 | Bee Gees – Too Much Heaven                                                      | B-Seite: „Rest Your Love On Me“, Benelux: RSO 2252 126 |
| 1978 | 2090 343 RS 915                 | Yvonne Elliman – Moment By Moment                                               | B-Seite: Charles Lloyd – „You Know I Love You“, Europa: RSO 2090 333 |
| 1979 | 2090 335 RS 916                 | David Naughton – Makin’ It                                                      | B-Seite: „Still Makin’ It“ |
| 1979 | 2090 336 –                      | Eric Clapton – Tulsa Time                                                       | B-Seite: „If I Don’t Be There By The Morning“ |
| 1979 | 2090 340 2141 061 (12″) RS 918  | Bee Gees – Tragedy                                                              | B-Seite: „Until“ |
| 1979 | 2090 341 RS 919                 | Curtis Mayfield – This Year                                                     | Curtom Records, nicht in Deutschland erschienen |
| 1979 | 2090 345 2141 086 (12″) RS 921  | Linda Clifford – Bridge Over Troubled Water                                     | Curtom Records, B-Seite: „Hold Me Close“ |
| 1979 | 2090 349 2141 099 (12″) RS 925  | Bee Gees – Love You Inside Out                                                  | B-Seite: „I’m Satisfied“ |
| 1979 | 2090 350 RS 926                 | The Rockets – Can’t Sleep                                                       | nicht in Deutschland erschienen |
| 1979 | 2090 353 RS 927                 | Linda Clifford – Don’t Give It Up                                               | Curtom Records, nicht in Deutschland erschienen |
| 1979 | 2090 361 RS 927                 | Thom Pace – Maybe                                                               | B-Seite: „Friends“, Titelsong aus der Fernsehserie Der Mann in den Bergen |
| 1979 | 2090 365 RS 931                 | John Stewart – Gold                                                             | B-Seite: „Comin’ Out Of Nowhere“ |
| 1979 | 2090 368 –                      | Bee Gees – New York Mining Disaster 1941 (1967)                                 | B-Seite: „To Love Somebody“ (1967), auch als RSO 2135 103 erschienen |
| 1979 | 2090 370 RS 935                 | The Rockets – Oh Well                                                           | B-Seite: „Love Me Once Again“ |
| 1979 | 2090 375 RS 937                 | Linda Clifford – Sweet Melodies                                                 | Curtom Records, nicht in Deutschland erschienen |
| 1979 | 2090 378 RS 941                 | Curtis Mayfield & Linda Clifford – Between You Baby And Me                      | Curtom Records, nicht in Deutschland erschienen |
| 1979 | 2090 379 RS 1002                | East Coast – Meat The Beat                                                      | nicht in Deutschland erschienen |
| 1979 | 2090 383 RS 1000                | John Stewart – Midnight Wind                                                    | B-Seite: „Somewhere Down The Line“ |
| 1979 | 2090 386 RS 1005                | The Headboys – The Shape Of Things To Come                                      | B-Seite: „The Mood I’m In“ |
| 1979 | 2090 390 RS 1004                | Marc Ratner – Don’t Go Looking                                                  | nicht in Deutschland erschienen |
| 1979 | 2090 393 RS 1007                | Yvonne Elliman – Love Pains                                                     | B-Seite: „Rock Me Slowly“ |
| 1979 | 2090 403 RS 1015                | Jeanne Shy – Night Dancer                                                       | nicht in Deutschland erschienen |
| 1979 | 2090 404 –                      | The Headboys – Stepping Stones                                                  | B-Seite: „Before Tonight“, Spanien: RSO 2090 433 B-Seite: „Gonna Do It Like This“ |
| 1979 | 2090 405 RS 1016                | John Stewart – Lost Her In The Sun                                              | B-Seite: „Heart Of The Dream“ |
| 1979 | 2090 412 –                      | Bee Gees – Spirits (Having Flown)                                               | B-Seite: „Wind Of Change“ |
| 1979 | 2090 413 –                      | Linda Clifford – Repossessed                                                    | Italien: RSO 2090 414, nur in Spanien und Italien erschienen |
| 1980 | 2090 360 RS 928                 | Eric Clapton – Cocaine                                                          | nicht in Deutschland erschienen, Spanien und Griechenland: RSO 2090 471 |
| 1980 | 2090 412 RS 1019                | Andy Gibb – Desire                                                              | B-Seite: „Waiting For You“ |
| 1980 | 2090 427 –                      | Ava Cherry – I’m Always Ready                                                   | nur in Italien erschienen |
| 1980 | 2090 428 RS 1021                | Jimmy Ruffin – Hold On To My Love                                               | B-Seite: „Hold On To My Love (Instrumental)“ |
| 1980 | 2090 429 RS 1022                | The Rockets – Desire                                                            | nicht in Deutschland erschienen |
| 1980 | 2090 430 RS 1023                | The Headboys – Kickin’ The Kans                                                 | nicht in Deutschland erschienen |
| 1980 | 2090 438 RS 1026                | Andy Gibb & Olivia Newton-John – I Can’t Help It                                | B-Seite: Andy Gibb – „Something I Ain’t“ |
| 1980 | 2090 441 DL 100                 | Spider – New Romance                                                            | Dreamland Records, nicht in Deutschland erschienen |
| 1980 | 2090 449 RS 1033                | The London Symphony Orchestra – The Imperial March (Darth Vader’s Theme)        | nicht in Deutschland erschienen |
| 1980 | 2090 450 RS 1034                | Irene Cara – Fame                                                               | B-Seite: Contemporary Gospel Chorus The High School Of Music And Art – „Never Alone“ |
| 1980 | 2090 452 RS 1036                | Curtis Mayfield – Love Me, Love Me Now                                          | Curtom Records, nicht in Deutschland erschienen |
| 1980 | 2090 455 RS 1038                | Meco – Empire Strikes Back                                                      | B-Seite: „The Force Theme“ |
| 1980 | 2090 459 2141 272 (12″) RS 1042 | Jimmy Ruffin – Night Of Love                                                    | nicht in Deutschland erschienen, Skandinavien: RSO 2090 465 |
| 1980 | 2090 460 RS 1039                | Eric Clapton – Tulsa Time (Live)                                                | B-Seite: „Wonderful Tonight (Live)“ |
| 1980 | 2090 461 DL 102                 | Holly Penfield – Only His Name                                                  | Dreamland Records, nicht in Deutschland erschienen |
| 1980 | 2090 464 RS 1040                | Boris Midney – Han Solo And The Princess (Love Theme)                           | nicht in Deutschland erschienen |
| 1980 | 2090 466 –                      | John Stewart – The Raven                                                        | nur in Skandinavien erschienen |
| 1980 | 2090 469 2141 287 (12″) RS 1041 | Linda Clifford – Red Light                                                      | Curtom Records, B-Seite: „Ralph And Monty (Dressing Room Piano)“ |
| 1980 | 2090 477 RS 1045                | Johnny Rivers – China                                                           | nur in Frankreich erschienen |
| 1980 | 2090 481 RS 1047                | Marcy Levy & Robin Gibb – Help Me!                                              | B-Seite: „Help Me !(Instrumental)“ |
| 1980 | 2090 482 RS 1048                | Irene Cara – Out Here On My Own                                                 | nicht in Deutschland erschienen |
| 1980 | 2090 480 DL 104                 | Suzi Quatro – Rock Hard                                                         | B-Seite: „State Of Mind“ |
| 1980 | 2090 486 –                      | The Kingbees – Sweet Sweet Girl To Me                                           | nur in Spanien erschienen |
| 1980 | 2090 490 –                      | John Williams – The Imperial March (Darth Vader’s Theme)/Star Wars (Main Theme) | nur in Spanien erschienen |
| 1980 | 2090 492 RS 1052                | Meco – The Main Theme From Shōgun/Love Theme From Shōgun                        | nicht in Deutschland erschienen |
| 1980 | 2090 493 RS 1051                | Eric Clapton – Blues Power (Live)                                               | nicht in Deutschland erschienen |
| 1980 | 2090 512 RS 1055                | The Ramones – I Wanna Be Sedated                                                | aus dem Soundtrack zum Film „Times Square“, nicht in Deutschland erschienen |
| 1981 | 2090 499 –                      | Pauline Murray And The Invisible Girls – Mr. X                                  | B-Seite: „Two Shots“ |
| 1981 | 2090 513 RS 1056                | Andy Gibb – Me (Without You)                                                    | B-Seite: „Melody“, Niederlande: RSO 2090 557 B-Seite: „After Dark“ |
| 1981 | 2090 514 RS 1057                | Paul McCrane – Is It Okay If I Call You Mine?                                   | nicht in Deutschland erschienen |
| 1981 | 2090 518 RS 1059                | Andy Gibb – Time Is Time                                                        | B-Seite: „I Go For You“, Spanien: 2090 526 B-Seite: „An Everlasting Love“ |
| 1981 | 2090 527 DL 107                 | Suzi Quatro – Lipstick                                                          | Dreamland Records, nicht in Deutschland erschienen |
| 1981 | 2090 530 –                      | Suzi Quatro – Glad All Over                                                     | Dreamland Records, B-Seite: „Ego In The Night“ |
| 1981 | 2090 532 –                      | Bee Gees – Massachusetts (1967)                                                 | nur in Deutschland erschienen, B-Seite: „I’ve Gotta Get A Message To You (1968)“ |
| 1981 | 2090 533 –                      | Eric Clapton – I Shot The Sheriff (1974)                                        | B-Seite: „After Midnight (1970)“ |
| 1981 | 2090 534 –                      | Robin Gibb – Saved By The Bell (1969)                                           | B-Seite: „One Million Years (1969)“ |
| 1981 | 2090 535 –                      | Cream – I Feel Free (1966)                                                      | nur in Deutschland erschienen, B-Seite: „White Room (1968)“ |
| 1981 | 2090 542 RS 1060                | Eric Clapton – I Can’t Stand It                                                 | B-Seite: „Black Rose“ |
| 1981 | 2090 544 RS 1020                | Festival – Don’t Cry For Me Argentina                                           | nur in Spanien erschienen |
| 1981 | 2090 546 RS 1061                | Shot In The Dark – Playing With Lightning                                       | UK: RSO 79, nicht in Deutschland erschienen |
| 1981 | 2090 551 RS 1064                | Eric Clapton – Another Ticket                                                   | B-Seite: „Rita Mae“, Portugal: RSO 2090 562 B-Seite: „I Can’t Stand It“ |
| 1981 | 2090 554 –                      | Pauline Murray And The Invisible Girls – Searching For Heaven                   | nur in Belgien erschienen, UK: Illusive IVE 3 |
| 1981 | 2090 558 –                      | Spider – Better Be Good To Me                                                   | Dreamland Records, B-Seite: „I Love“ |
| 1981 | 2090 565 RS 1065                | Andy Gibb & Victoria Principal – All I Have To Do Is Dream                      | B-Seite: Andy Gibb – „Good Feeling“, UK auch: RSO 82 |
| 1981 | 2090 566 –                      | The Marbles – Only One Woman (1968)                                             | B-Seite: Robin Gibb – „August October“ (1969), nur in Deutschland erschienen |
| 1981 | 2090 567 –                      | Billy London & Andy Clark – Woman                                               | B-Seite: „Woman (En Français)“ |
| 1981 | 2090 566 2141 429 (12″) RS 1066 | Bee Gees – He’s A Liar                                                          | B-Seite: „He’s A Liar (Instrumental)“ |
| 1981 | 2090 569 2141 434 (12″)         | Various Artists – Motown Mix (A Tribute To Motown)                              | nicht in Deutschland erschienen |
| 1981 | 2090 570 –                      | The Blue Nile – I Love This Life                                                | UK: RSO 84, nicht in Deutschland erschienen |
| 1981 | 2090 571 RS 1067                | Bee Gees – Living Eyes                                                          | B-Seite: „I Still Love You“ |
| 1982 | 2090 572 2141 493 (12″)         | Derek & The Dominos – Layla                                                     | B-Seite: Eric Clapton – „Wonderful Tonight (Live)“ |
| 1982 | 2090 573 –                      | Bee Gees – Paradise                                                             | nicht in Deutschland erschienen |
| 1982 | 2090 575 –                      | The Four Tops – Back To School Again                                            | B-Seite: Grease 2 Cast – „Rock-A-Hula-Luau (Summer Is Coming)“ |
| 1982 | 2090 585 RS 1070                | Michelle Pfeiffer – Cool Rider                                                  | B-Seite: Grease 2 Cast – „We’ll Be Together“, Skandinaven, UK: RSO 2090 579 B-Seite: Peter Frechette – „Do It For Our Country“ |
| 1983 | 2090 416 –                      | The Marbles – Only One Woman (1968)                                             | nicht in Deutschland erschienen |
| 1983 | 813 173-7 813 173-1 (12″)       | Bee Gees – The Woman in You                                                     | B-Seite: „Stayin’ Alive“, UK: RSO 94 |
| 1983 | 815 023-7 815 348-1 (12″)       | Frank Stallone – Far From Over                                                  | B-Seite: „Waking Up“, UK: RSO 94 |
| 1983 | 815 235-7 RSOX 96 (12″)         | Bee Gees – Someone Belonging to Someone                                         | B-Seite: „I Love You Too Much (Instrumental)“ |
| 1983 | 815 376-7 RSOX 96 (12″)         | Tommy Faragher – Look Out For Number One                                        | nicht in Deutschland erschienen |
| 1983 | 813 774-7 –                     | Jabba’s Palace Band – Lapti Nek                                                 | Niederlande: RSO 817 067-7, nicht in Deutschland erschienen |